# Dactylorhiza carnea
Dactylorhiza carnea är en orkidéart som beskrevs av Sóo. Dactylorhiza carnea ingår i Handnyckelsläktet som ingår i familjen orkidéer. Inga underarter finns listade i Catalogue of Life.